# Психосоматична медицина та загальна практика
«Психосоматична медицина та загальна практика» — український електронний рецензований науковий журнал із відкритим доступом до опублікованих матеріалів, який публікує оригінальні дослідження та огляди в галузі медичних наук. Журнал заснований у 2016 році з метою популяризації української медичної науки у світі. Статті у журналі ліцензовані відповідно до ліцензії Creative Commons CC-BY 4.0, авторські права після публікації матеріалу залишаються за авторами.

## Тематика
Журнал присвячений актуальним питанням психосоматичної медицини, психіатрії, медичної психології, психотерапії, неврології, загальної практики та терапії. Публікуються оригінальні дослідження, огляди, клінічні випадки, короткі повідомлення щодо досліджень або відкриттів та лекції. 

## Форми публікацій
Статті публікують у трьох форматах: Journal Article Tag Suite, HTML із використанням розмітки для індексації Highwire Press tags та Dublin Core, а також PDF.

## Редакційний колектив

### Головний редактор
- Чабан О. С., д-р мед. наук, проф.

### Заступники головного редактора
- Безшейко В. Г.
- Бойко А. М.
- Хаустова О. О., д-р мед. наук, проф.
- Барна О. М., д-р мед. наук, проф.

### Редакційна колегія
- Дамман Г., д-р мед. наук, д-р псих. наук., проф.
- Аймедов К. В., д-р мед. наук, проф.
- Анікєєва Т. В., д-р мед. наук, доц.
- Базилевич А. Я., д-р мед. наук, проф.
- Висоцька О. І., к-т мед. наук, доц.
- Головач І. Ю., д-р мед. наук, проф.
- Губська І. Ю., д-р мед. наук, проф.
- Джеружинська Н. О., д-р мед. наук, проф.
- Кожина Г. М., д-р мед. наук, проф.
- Коростій В. І., д-р мед. наук, проф.
- Левада О. А., д-р мед. наук, доц.
- Маляров С. О., к-т мед. наук, доц.
- Маркова М. В. д-р мед. наук, проф.
- Новицька А. В., к-т мед. наук, доц.
- Орос М. М., д-р мед. наук, проф.
- Пріб Г. А., д-р мед. наук, проф.
- Пустовойт М. М., д-р мед. наук, проф.
- Пшук Н. Г., д-р мед. наук, проф.
- Смоланка В. І., д-р мед. наук, проф.
- Фільц О. О., д-р мед. наук,  проф.
- Чугунов В. В., д-р мед. наук, проф.